# Universidade de Londres

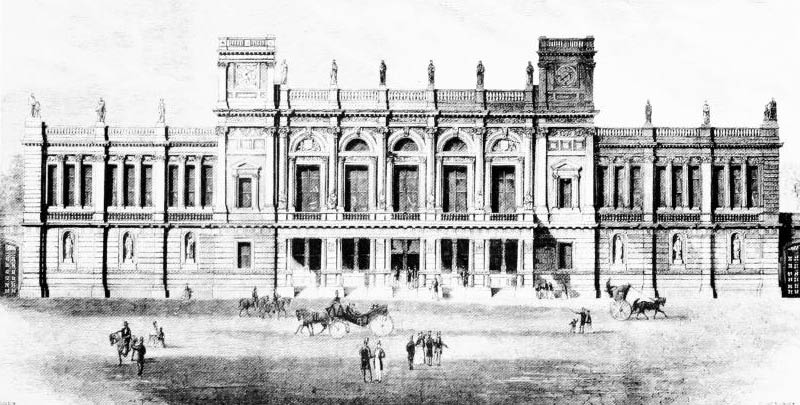
1867

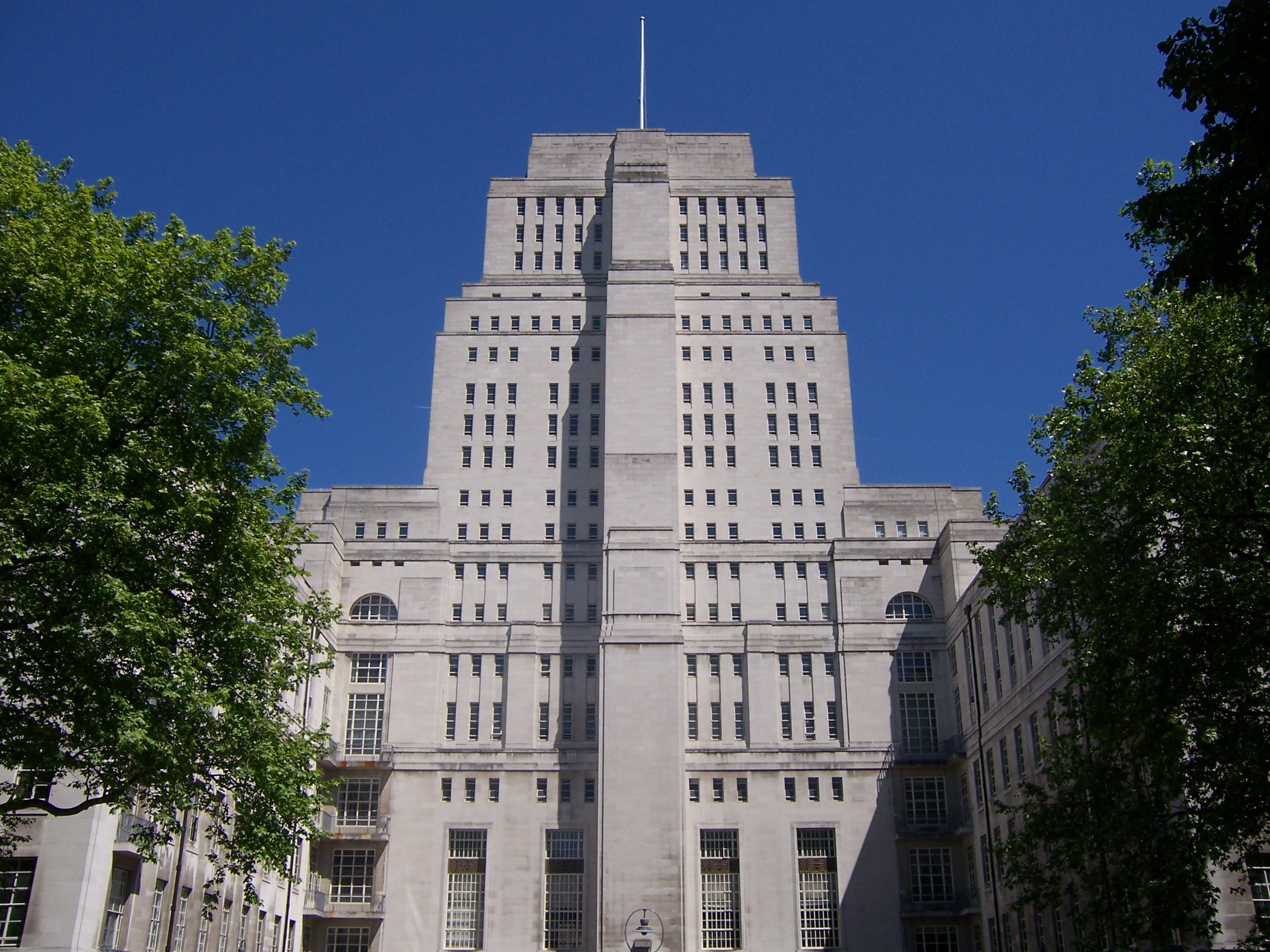
A Senate House, desenhada pelo arquiteto Charles Holden, é a sede administrativa e da biblioteca da Universidade de Londres.

A Universidade de Londres (em inglês University of London) é uma universidade pública federal de pesquisa localizada em Londres, Inglaterra, Reino Unido. A universidade foi estabelecida por carta régia em 1836 como uma banca examinadora de grau para estudantes portadores de certificados da University College London, King's College London e "outras instituições semelhantes, corporativas ou não incorporadas, que devem ser estabelecidas para fins de Educação, seja dentro da Metrópole ou em qualquer outro lugar dentro do nosso Reino Unido". É uma das três instituições que se anunciaram como a terceira universidade mais antiga da Inglaterra. Mudou-se para uma estrutura federal com colégios constituintes em 1900.
A universidade é composta por 17 instituições membros e três órgãos acadêmicos centrais. A universidade tem cerca de 48 000 estudantes externos de ensino à distância e cerca de 219 410 estudantes internos baseados no campus, tornando-se a maior universidade em número de estudantes no Reino Unido. Para a maioria dos propósitos práticos, que vão desde a admissão até o financiamento, as instituições membros operam de forma independente, com muitas concedendo seus próprios diplomas enquanto permanecem na universidade federal.
Sob a lei de 2018, as instituições membros deixaram de ser denominadas faculdades e ganharam o direito de buscar o status de universidade sem ter que deixar a universidade federal: Birkbeck, City, Goldsmiths', King's College London, LSE, London School of Hygiene and Tropical Medicine, Queen Mary, Royal Veterinary College, Royal Holloway, SOAS, St George's e UCL indicaram que pretendem fazê-lo.
Em 2015, havia cerca de 2 milhões de ex-alunos da Universidade de Londres em todo o mundo, incluindo pelo menos monarcas ou membros da realeza, mais de 60 presidentes ou primeiros-ministros no mundo (incluindo 5 primeiros-ministros do Reino Unido), 2 Secretários de Gabinete do Reino Unido, 85 ganhadores do Nobel, 5 Medalhistas Fields, 4 vencedores do Prêmio Turing, 6 vencedores do Grammy, 2 vencedores do Oscar, 3 medalhistas de ouro olímpicos.  A universidade é proprietária da University of London Press.

## Membros da Universidade de Londres
- Birkbeck, University of London
- Central School of Speech and Drama
- City, University of London
- Courtald Institute of Art
- Goldsmiths College, University of London
- Heythrop College
- Institute of Cancer Research
- Institute of Education
- King's College London
- London Business School
- London School of Economics and Political Science (LSE)
- London School of Hygiene and Tropical Medicine
- Queen Mary, University of London
- Royal Academy of Music
- Royal Holloway, University of London
- Royal Veterinary College
- School of Oriental and African Studies (SOAS)
- School of Pharmacy
- St George's, University of London
- University College London (UCL)